# Mernye
Mernye là một thị trấn thuộc hạt Somogy, Hungary. Thị trấn này có diện tích 25,93 km², dân số năm 2010 là 1469 người, mật độ 57 người/km².